# 邵岱兒
邵岱兒（英語：Debbie，1991年12月5日—），台灣前女藝人，曾參與綜藝玩很大節目廣為人知，目前主業經營debi網路流行服飾。身高162cm，體重43kg。畢業於英屬哥倫比亞大學金融系。喜愛看電影和烹飪，更擁有西餐烹調丙級技術士證照。

## 節目錄影
| 日期          | 節目       | 主題            | 其他來賓                                                        |
| ------------- | ---------- | --------------- | --------------------------------------------------------------- |
| 2016年1月9日  | 綜藝玩很大 | 柬埔寨 · 金邊   | 惟毅、楊晨熙、吳采臻、姚元浩、頼薇如                            |
| 2016年1月16日 | 綜藝玩很大 | 柬埔寨 · 金邊   | 惟毅、楊晨熙、吳采臻、姚元浩、頼薇如                            |
| 2019年2月23日 | 綜藝玩很大 | 马来西亚 · 檳城 | 姚元浩、馬國賢、元元 （页面存档备份，存于）、小嫻、博焱、潘映竹 |
| 2019年3月2日  | 綜藝玩很大 | 马来西亚 · 檳城 | 姚元浩、馬國賢、元元 （页面存档备份，存于）、小嫻、博焱、潘映竹 |
| 2019年7月27日 | 綜藝玩很大 | 中華民國 · 金門 | 趙駿亞、宛宛兒、卓君澤、無尊、吳采臻、壯壯                      |
| 2019年8月3日  | 綜藝玩很大 | 中華民國 · 金門 | 趙駿亞、宛宛兒、卓君澤、無尊、吳采臻、壯壯                      |

## 外部連結
- 邵岱兒的Facebook專頁
- 邵岱兒的Instagram帳戶
- 邵岱兒的X（前Twitter）
- 邵岱兒 Jetstar藝人專頁 （页面存档备份，存于）